# شوک تقاضا
شوک تقاضا (انگلیسی: Demand shock) در اقتصاد یک رخداد ناگهانی است، که به‌طور موقت افزایش یا کاهش تقاضا برای کالاها یا خدمات را دربردارد. شوک تقاضای مثبت، تقاضای کل را افزایش می‌دهد و شوک منفی، تقاضای کل را کاهش خواهد داد، که در هر دو مورد قیمت کالاها و خدمات تحت تأثیر قرار می‌گیرد. هنگامی که تقاضا برای کالاها یا خدمات افزایش می‌یابد، قیمت آن به‌طور معمول به دلیل تغییر در منحنی تقاضا، افزایش می‌یابد.